# Gianni G. Galassi
Gianni G. Galassi, all'anagrafe Giovanni Giacomo Galassi (Milano, 27 febbraio 1954), è un direttore del doppiaggio e dialoghista italiano.
Nel 1999, nel 2003 e nel 2004 ha ottenuto il premio "miglior doppiaggio generale" al Festival del Doppiaggio Voci nell'Ombra, con la sua società di doppiaggio LaBibi.it, rispettivamente per la serie tv E.R. - Medici in prima linea e i film Good Bye, Lenin! e Le invasioni barbariche.

## Biografia
Dedicatosi fin dall'infanzia al mondo della fotografia, a sedici anni concilia con gli studi l'attività di assistente fotografo specializzato in riprese industriali. Più avanti inizia una ricerca personale nel campo della fotografia belle arti, specializzandosi nello still life e nell'arredamento, con l'impiego di apparecchi a banco ottico, ispirandosi a Lucien Hervé, Robert Frank, Mario Giacomelli e di Bernd e Hilla Becher.
A 24 anni espone i suoi lavori nella galleria Il Diaframma di Milano, diretta da Lanfranco Colombo. Dal 1979 si avvicina anche al mondo del cinema, lavorando come assistente fotografo nel film Maledetti vi amerò, di Marco Tullio Giordana. Dopo questa esperienza lavora come regista di spot pubblicitari e documentari industriali, e come sceneggiatore e aiuto regista di film. In seguito, fondando insieme a tre soci uno studio specializzato in montaggio video, doppiaggio e sonorizzazione di film e telefilm, si specializza nel campo della post produzione cinetelevisiva, dove oggi è attivo nel triplice ruolo di imprenditore, direttore del doppiaggio e dialoghista presso la società di cui è comproprietario, LaBibi.it, senza tuttavia mai abbandonare l'attività da fotografo, esponendo i suoi lavori a Roma, Milano, Viterbo, Venezia e Atene.
Oltre ai cataloghi delle mostre, nel 2008 ha anche pubblicato il libro fotografico Square, edito dalla SearchLight. Inoltre tiene corsi all'università di Bologna, alla Fondazione Cini di Venezia e alla Summer School di Lazio Terra. Sue opere fanno parte di collezioni private in Italia e all'estero, oltre che della collezione permanente della "Fondazione Cini" di Venezia. Nel luglio 2013 ha vinto il "Leggio d'oro miglior adattamento dialoghi".
È sposato con Daniela Nobili.

## Riconoscimenti
Musa d'Oro 2024: Miglior Direzione di Doppiaggio per Full Monty - La serie.